# Alyson Stoner
Alyson Rae Stoner (født 11. august 1993 i Toledo, Ohio), er en amerikansk skuespiller, sanger, rapper og danser. Hun er bedst kendt for sine roller i Zack & Cody's søde hotelliv, hvor hun spiller Max og Camp Rock hvor hun spiller Caitlyn Gellar.
Hun lægger også stemme til Isabella i Phineas og Ferb. Hun spiller også med i filmen Step Up, Step Up 3D og Step Up All In som den søde følsomme Camile, og spiller med i Det vilde dusin 1, 2 & 3 som Sarah Baker.